# Opel 30/32 PS
Der Opel 30/32 PS war ein PKW der Oberklasse, den die Adam Opel KG von 1904 bis 1905 baute.

## Geschichte und Technik
Der 30/32 PS war größer und deutlich teurer als der ein Jahr zuvor vorgestellte 20/22 PS. Damit deckte der damals größte Opel das mittlere Segment der Oberklasse ab. Wie die meisten damaligen Opel war der Wagen noch nach Lizenzen von Darracq gefertigt.
Der Motor war ein aus zwei Blöcken zusammengesetzter Vierzylinder-Blockmotor mit 4730 cm³ Hubraum (Bohrung × Hub = 112 mm × 120 mm), der 30 PS (22 kW) bei 1400/min. leistete. Der seitengesteuerte Motor war wassergekühlt. Der Kolbenschiebervergaser besaß eine Vorwärmung des Kraftstoff-Luft-Gemisches. Jeder Zylinder hatte zwei Zündkerzen, wobei jeweils eine von einer Batteriezündung und die jeweils andere von einer Magnetzündung gespeist wurde. Die Motorleistung wurde über eine Lederkonuskupplung, ein manuelles Dreiganggetriebe mit Lenkradschaltung und eine Kardanwelle an die Hinterachse weitergeleitet. Die Höchstgeschwindigkeit der Wagen wird mit 60 km/h angegeben.
Der Rahmen war aus Stahlprofilen zusammengesetzt. Die beiden Starrachsen waren an halbelliptischen Längsblattfedern aufgehängt. Die Betriebsbremse war als Innenbackenbremse ausgeführt, die auf die Getriebeausgangswelle wirkte. Die Handbremse wirkte auf die Bandbremsen an den Hinterrädern.
Verfügbar war der 30/32 PS als Tonneau, als zweisitziger Phaeton und als viersitziger Doppelphaeton. Mit dem billigsten Aufbau (Phaeton) kostete er 17.000 RM.
Der 30/32 PS wurde bis Ende 1905 gebaut. Dann löste ihn der größere 25/30 PS ab.